# لاري لي (موسيقي)
لاري لي (بالإنجليزية: Larry Lee)‏ هو موسيقي وعازف قيثارة أمريكي، ولد في 7 مارس 1943 في ممفيس في الولايات المتحدة، وتوفي بنفس المكان في 29 أكتوبر 2007 بسبب سرطان المعدة.

## وصلات خارجية
- لاري لي على موقع ميوزك برينز (الإنجليزية)
- لاري لي على موقع ديسكوغز (الإنجليزية)